# انتخابات مجلس الشيوخ الأمريكي 2024
من المقرر إجراء انتخابات مجلس الشيوخ الأمريكي لعام 2024 في 5 نوفمبر 2024، كجزء من انتخابات الولايات المتحدة لعام 2024. سيتم التنافس على ثلاثة وثلاثين مقعدًا من أصل مائة مقعد في مجلس الشيوخ الأمريكي في انتخابات منتظمة. ينقسم أعضاء مجلس الشيوخ إلى ثلاث فئات، مدة كل منها ست سنوات متناوبة بحيث يتم انتخاب فئة مختلفة كل عامين. سيواجه أعضاء مجلس الشيوخ من الفئة الأولى الانتخابات في عام 2024.
اعتبارًا من أكتوبر 2014، يسعى 26 عضوًا في مجلس الشيوخ (15 ديمقراطيًا، وتسعة جمهوريين، واثنان مستقلين ) إلى إعادة انتخابهم في عام 2024. ولا يسعى اثنان من الجمهوريين وهم ( مايك براون من إنديانا وميت رومني من يوتا)، وثلاثة من الديمقراطيين ( بن كاردين من ماريلاند، وتوم كاربر من ديلاوير، وديبي ستابينو ‏ من ميشيغان)، واثنان مستقلان (كيرستن سينيما من أريزونا وجو مانشين من فيرجينيا الغربية) إلى إعادة انتخابهم. لافونزا بتلر من كاليفورنيا وجورج حلمي ‏ من نيوجيرسي، الديمقراطيان اللذان تم تعيينهما في مجلس الشيوخ في عامي 2023 و2024 على التوالي، لا يسعيان إلى الترشح للانتخابات في عام 2024.
ستُعقد انتخابات خاصة لمجلس الشيوخ بالتزامن مع انتخابات مجلس الشيوخ العادية لعام 2024: واحدة في كاليفورنيا، لملء الشهرين الأخيرين من فترة ديان فينشتاين بعد وفاتها في سبتمبر 2023، وواحدة في نبراسكا، لملء العامين المتبقيين من فترة بن ساسي بعد استقالته في يناير 2023.

## التكوين الحزبي
كل مقاعد الفئة الأولى في مجلس الشيوخ البالغ عددها 33 مقعدًا، ومقعد واحد من الفئة الثانية، جاهزة للانتخاب في عام 2024؛ تتكون الفئة الأولى حاليًا من 20 ديمقراطيًا، و4 مستقلين يتشاركون في كتلة الديمقراطيين في مجلس الشيوخ  و10 جمهوريين.
يرى محللون انتخابيون أن خريطة انتخابات مجلس الشيوخ هذه غير مواتية للغاية للديمقراطيين. وسوف يدافع الديمقراطيون عن 23 من أصل 33 مقعدًا من الفئة الأولى.  ثلاثة مقاعد يدافع عنها الديمقراطيون تقع في ولايات فاز بها الجمهوري دونالد ترامب في عامي 2016 و2020 ، في حين لا توجد مقاعد في هذه الفئة يشغلها الجمهوريون في الولايات التي فاز بها الديمقراطي جو بايدن في عام 2020. في دورة انتخابات مجلس الشيوخ السابقة التي تزامنت مع الانتخابات الرئاسية ( 2020 )، تم انتخاب عضو مجلس شيوخ واحد فقط ( سوزان كولينز من ولاية ماين) في ولاية فاز بها في نفس الوقت المرشح الرئاسي من الحزب المعاكس. 